# Municipio de Wuori
El municipio de Wuori (en inglés, Wuori Township) es un municipio del condado de St. Louis, Minnesota, Estados Unidos. Tiene una población estimada, a mediados de 2023, de 563 habitantes.

## Geografía
Está ubicado en las coordenadas 47°35′49″N 92°28′47″O / 47.59694, -92.47972 (47.597028, -92.479684). Según la Oficina del Censo, tiene una superficie total de 90.9 km², de los cuales 90.5 km² corresponden a tierra firme y 0.4 km² están cubiertos de agua.

## Demografía
Según el censo de 2020, en ese momento había 569 personas residiendo en la zona. La densidad de población era de 6.3 hab./km². El 95.08 % de los habitantes eran blancos, el 1.76 % eran amerindios, el 0.18 % era de otra raza y el 2.99 % eran de una mezcla de razas. Del total de la población, el 1.05 % eran hispanos o latinos de cualquier raza.